# Japonský fašismus

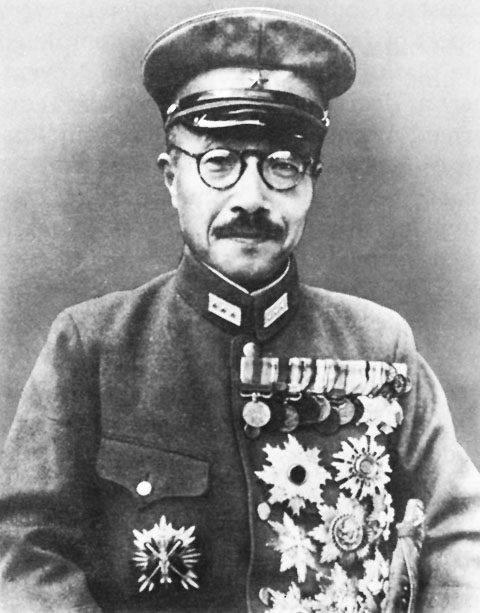
Generál Hideki Tódžó

Japonský fašismus je označení používané pro souhrn krajně pravicových ideologií, které byly hlavní politickou silou v Japonském císařství na počátku vlády císaře Hirohita v letech 1928–1945. Používá se také označení etatismus období Šówa.

## Historie

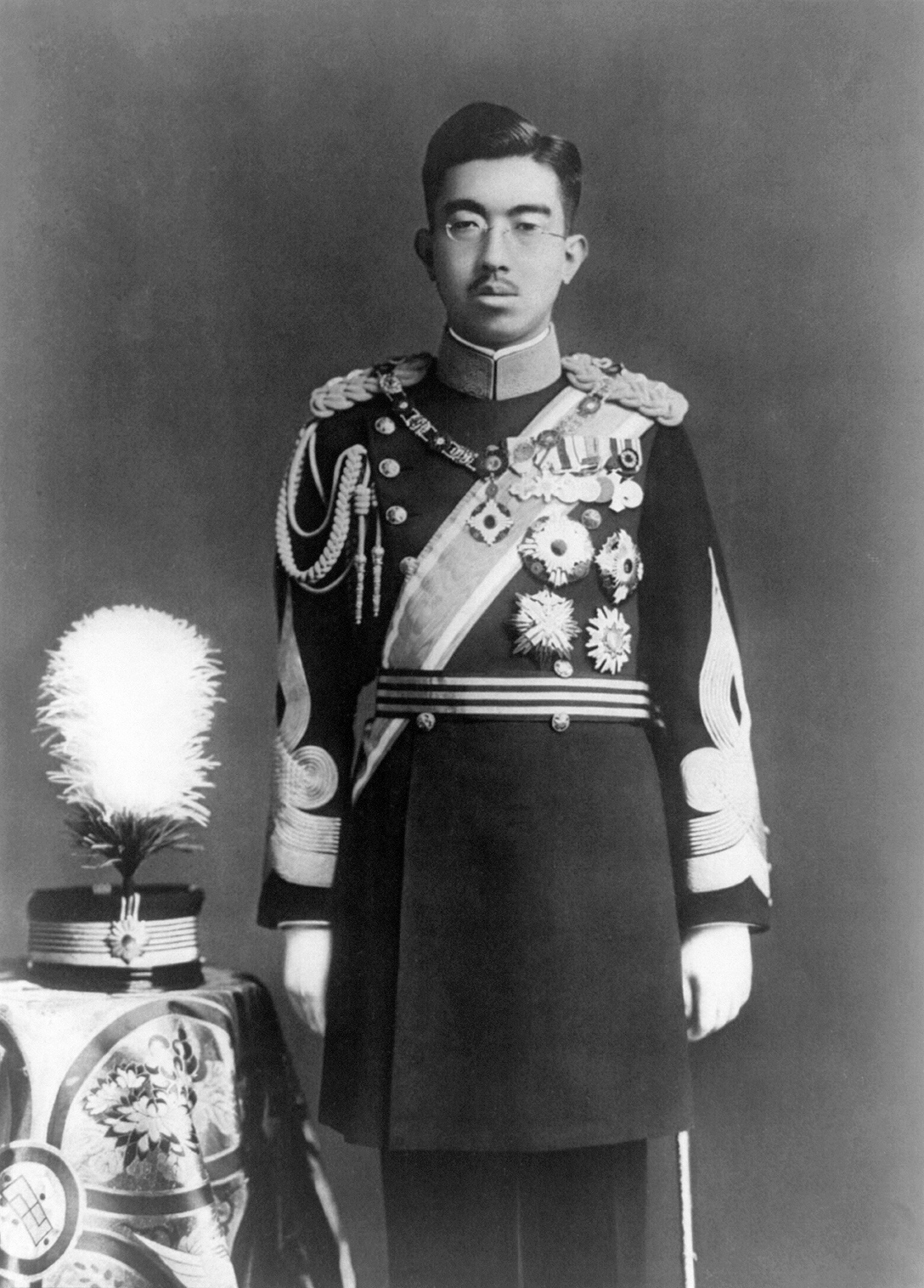
Císař Hirohito 1935

### Světová hospodářská krize a destabilizace Japonska
Na počátku 30. let se v Japonském císařství začínají objevovat známky blížící se nestability a hospodářské krize. O vládu se střídaly dvě dominantní politické síly, Strana národní politiky (立憲民政党 - Rikken Minseitō) a Konstituční společnost politických přátel (立憲政友会 - Rikken Seijūkai). V letech 1927-1929 byl premiérem předseda strany Seijúkai generál Giiči Tanaka, jehož vláda začala postupovat proti levici a prosazovala agresivní zahraniční politiku, zejména vůči Číně. Za jeho vlády došlo například k incidentu z 15. března 1928, kdy bylo zatčeno přes 1600 japonských komunistů a socialistů a několik levicových stran bylo rozpuštěno.
Roku 1929 bylo Japonsko silně zasaženo Světovou hospodářskou krizí, kdy průmyslová výroba poklesla o 40-60% a silně bylo zasaženo i zemědělství. Naopak vzrostl vliv monopolů z takzvané finanční kliky (財閥 - Zaibacu), jako například Micubiši nebo Kawasaki. Zostřování sporů mezi dělnictvem a buržoazií vedlo k nástupu extrémních pravicových sil, zejména z řad tradičních samurajských rodin, které podporovaly prosazování politických cílů násilím a volaly po obnovení absolutní moci císaře, bez stranické politiky a byrokracie, a zavedení vojenské diktatury. Tito militaristé, spojující feudální autokratické tradice s myšlenkami fašismu, dostali označení „supervlastenci“. Jedním z prvních násilných aktů této krajní pravice byl pokus o atentát na premiéra Osačiho Hamagučiho (Minseitó).

### Období sporů o moc
V roce 1931 byly odhaleny dva plány vojenských převratů organizovaných důstojníky sdruženými v ultranacionalistickou Společnost třešňového květu (桜会 - Sakurakai). Další pokus o převrat, který přišel o rok později, byl sice potlačen, nicméně vražda premiéra Cujošiho Inukaje (Seijúkai) vedla k de facto konci stranické politiky a nástupu byrokraticko-vojenských vlád s omezeným vlivem největších pravicových stran. V první polovině 30. let došlo k názorovým rozporům. Na jedné straně radikální nacionalistické spolky ve spojení s nižším důstojnictvem, sdruženým ve Skupině císařské cesty (皇道派 - Kōdōha), prosazující agresivní cestu k moci prostřednictvím atentátů, na druhé stran nejvyšší generalita, tzv. Skupina Kontroly (統制派 - Tōseiha), společně s monopoly a vysokou byrokracií, hlásající schůdnější cestu postupnou transformací monarchistického systému. Dne 26. února 1936 se Kodóha pokusila o další převrat, kdy byly vojáky obsazeny strategické vládní budovy, došlo k několika atentátům na politické představitele. Puč však byl na příkaz císaře Hirohita potlačen a vojenští i civilní vůdci (mimo jiné i významný politický filozof Ikki Kita) byli popraveni.

### Dovršení fašizace
V červnu 1937 byl premiérem jmenován Fumimaro Konoe, který měl sjednotit vnitřně znesvářenou zemi a dokončit program válečných příprav. Jeho původ z řad dvorské šlechty, dobré styky s vrchním důstojnictvem i představiteli monopolů mu dávali šanci na sjednocení zájmů všech mocenských struktur. Za jeho vlády došlo k incidentu na mostě Marca Pola, po kterém se naplno rozhořela druhá čínsko-japonská válka. Již dříve byl uzavřen Pakt proti kominterně a spojenectví mezi Itálií, Německem a Japonskem, známe jako Osa Berlín-Řím-Tokio. Konoeho vláda také schválila zákon o národní mobilizaci, kterým byla ekonomika zcela podřízena vládě a válečnému úsilí. Roku 1939 Konoe podal demisi, ale o rok později se do pozice premiéra vrátil. Fašizace Japonska pak byla dovršena rozpuštěním politických stran, respektive jejich začleněním do Asociace pro podporu trůnu (大政翼贊會 - Taisei Jokusankai).

### Druhá světová válka

Území pod kontrolou Japonska v roce 1942

V roce 1941 pokračovalo Japonské tažení v Číně, po kapitulaci Francie a dohodě s Vichistickou vládou Japonci bez boje obsadili Indočínu. Vztahy mezi Japonskem a USA se dále ochlazovaly a Japonsko spatřovalo v USA hlavní překážku ve své expanzi do Tichomoří. Proto 7. prosince 1941 zaútočil svaz letadlových lodí na americký přístav Pearl Harbor na Havaji a ve stejný den pak začalo vyloďování japonských vojsk na Filipínách, čímž oficiálně začala válka v Tichomoří. Konoe se ukázal jako slabý na to, aby odolal vzrůstajícím požadavkům důstojnictva, proto na podzim 1941 podruhé rezignoval. Premiérem se stal generál Hideki Todžó, který byl rovněž náčelníkem generálního štábu armády, a tím ve svých rukou soustředil civilní i vojenskou moc. Toto období bývá také označováno také jako „Tódžóova diktatura“. Ve vnitřní politice se soustředil zejména na likvidaci pozůstatků politického života a snahu o národní mobilizaci. Docházelo k dalšímu zatýkání přívrženců levicových směrů, byla zavedena kontrola slova a shromažďování a došlo k rozšíření pravomoci ministerského předsedy a vlády. Kvůli nepříznivému válečnému vývoji Tódžó 16. července 1944 rezignoval. Ve funkci premiéra ho vystřídal generál Kuniaki Koiso, ale ani ten nezvrátil nepříznivý vývoj války komplikovaný těžkou situací v zázemí, nedostatkem potravin a strádáním civilistů. Na podzim 1945 císař Hirohito vyhlásil kapitulaci, které se neúspěšně pokusila skupina důstojníku zabránit.

### Po skončení války
Po podpisu kapitulace přešlo Japonsko pod okupační správu USA, v jejímž čele stál Douglas MacArthur. Jejím hlavním úkolem bylo potrestání válečných zločinů, propuštění politických vězňů, omezení monopolů a demokratizace Japonska. Hlavní představitelé Japonského režimu byli odsouzeni Tokijským tribunálem.

## Porovnání s evropskými režimy

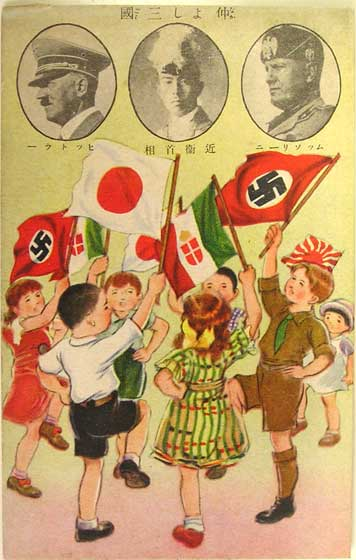
Japonský premiér Fumimaro Konoe společně s Hitlerem a Mussolinim na propagandistické pohlednici z roku 1938

Přestože bylo Japonské císařství spojencem Německa a Itálie, existují zde společné prvky i podstatné rozdíly. Jedním z rozdílů je například absence charismatického diktátora ztělesňujícího režim. Tato postava byla v Japonsku částečně nahrazena posvátnou postavou Císaře (podobně jako italský král Viktor Emanuel III.), v kontrastu s rozdělením moci mezi nejednotné a neosobní členy vlády a činovníky byrokracie, někteří historici proto hovoří o „fašismu císařského systému“. Rovněž v Japonsku v počátcích neexistovala jednotná politická strana pod kontrolou diktátora; ta byla nahrazena sdružování populace prostřednictvím občanských a politických asociací navázaných různými způsoby na vládu, které byly později sjednoceny v uměle vytvořenou Asociaci pro podporu trůnu. Dalším rozdílem je to, že zde není žádná konkrétní událost, kterou lze popsat jako okamžik přechodu od demokracie k diktatuře (jako např. v Itálii pochod na Řím nebo v Německu požár Reichstagu), neboť slabé demokracie k totalitnímu režimu se realizoval postupně. Významným společným rysem byl odpor k levici, zejména ke komunismu. Příkladem tohoto odporu může být pakt proti kominterně, kterým se v roce 1936 Japonsko a Německo (později se přidaly i další státy) zavázaly společně bojovat proti komunistické propagandě, nebo různé restriktivní opatření vůči japonským levicovým stranám (například incident z 15. března 1928). Společným prvkem byl také vypjatý nacionalismus. Všichni Japonci měli vyvolený národ a ostatní Asiaté jim měli být podřízení.

## Představitelé režimu

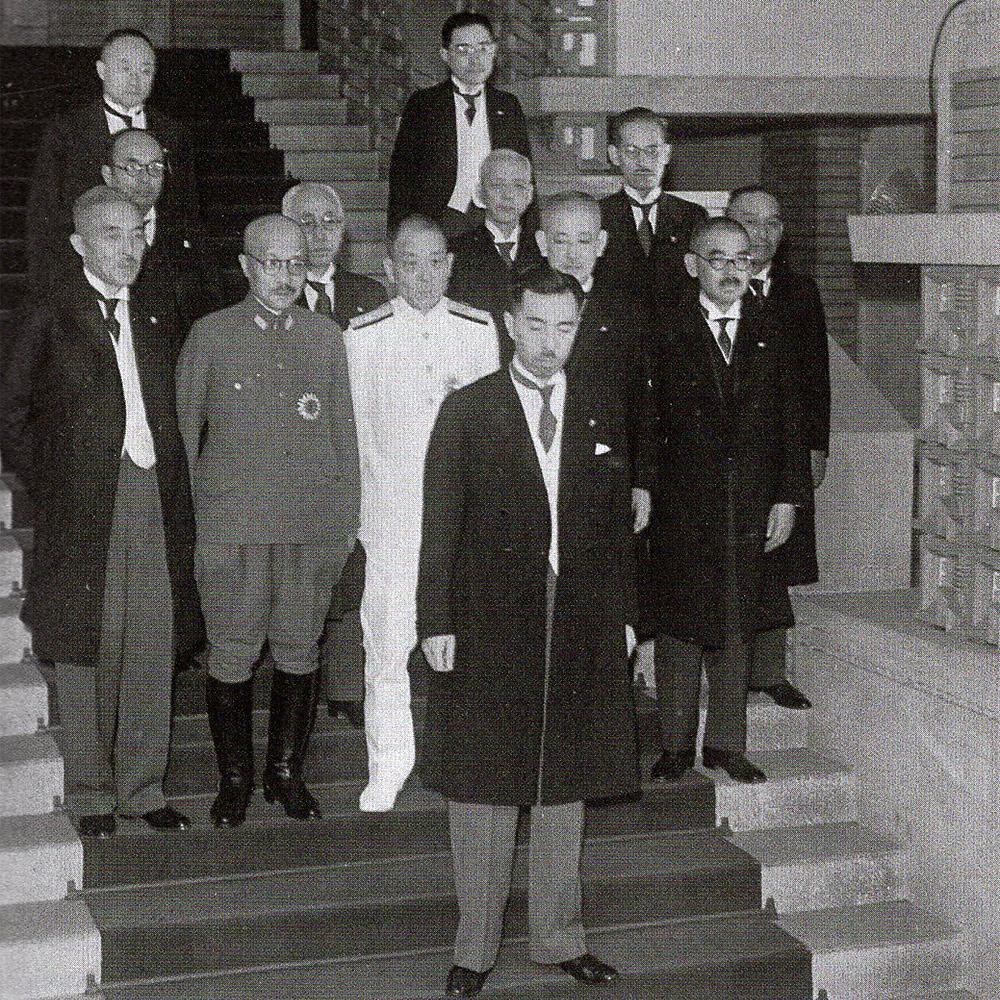
Druhá vláda premiéra Fumimara Konoeho (vpředu), zahrnující jeho nástupce Hidekiho Todžóa (druhý zleva), toho času ministra války

- Císař Hirohito (Šówa) – ačkoli později vylíčil sám sebe jako prakticky bezmocného konstitučního panovníka, existují prameny, které tvrdí, že hrál aktivní roli ve válečném úsilí.[10][11] Jeho generálové a ministři vzali po válce plnou vinu na sebe a císař byl zproštěn trestního stíhání, společně se všemi členy své rodiny. Na trůně setrval až do své smrti roku 1989.[12]

- Fumimaro Konoe – dvakrát byl japonským premiérem; v letech 1937 - 1939 a poté 1940 - 1941. Konoe měl úzké vztahy s armádními kruhy i s politickými stranami a japonskými finančníky. V roce 1940 založil Asociaci pro podporu trůnu a zahrnul do ní všechny do té doby existující politické strany. I po své druhé rezignaci zůstal vlivným činovníkem císařského systému, a to až do konce války. Dřív, než mohl být postaven před soud, spáchal na konci roku 1945 sebevraždu kyanidem draselným.[13]
- Generál Hideki Tódžó, alias "Břitva" (カミソリ, Kamisori) – v letech 1941–1944 premiérem Japonska, odpovědný za nařízení útoku na Peral Harbor kterým započala druhá světová válka v Tichomoří, vojenský i civilní vůdce Japonska po většinu války. Poté co byl zajat a odsouzen za válečné zločiny, byl na konci roku 1948 popraven oběšením.[14]
- Ikki Kita – politický filozof a spisovatel, označovaný jako "otec japonského fašismu"[15]; jeho dílo Plán na reorganizaci Japonska (日本改造法案大綱 - Nippon kaizó hóan taikó) bývá nazýváno "japonský Mein kampf".[16] V období sporů o moc byl po neúspěšném puči zatčen a v srpnu 1937 popraven.